# Arhiva lui Sherlock Holmes
Arhiva lui Sherlock Holmes (în engleză The Case-Book of Sherlock Holmes) este o colecție finală de 12 povestiri polițiste scrise de Sir Arthur Conan Doyle și avându-l în rolul principal pe faimosul detectiv. 
Acestea povestiri scurte au fost publicate inițial ca simple povestiri în reviste în perioada 1921-1927, apoi în volum, în 1927, editat de John Murray din Anglia.

## Titlul colecției
Prima ediție britanică și prima ediție americană a colecției au fost publicate ambele în iunie 1927. Cu toate acestea, ele au avut titluri diferite. Titlul colecției britanice era The Case-Book of Sherlock Holmes ("Case-Book" scris cu liniuță de unire), în timp ce titlul colecției americane era The Case Book of Sherlock Holmes ("Case Book" în două cuvinte).
Scrierea titlului a cauzat confuzii și, ulterior, unii editori de mai târziu ai colecției au publicat-o sub titlul The Casebook of Sherlock Holmes ("Casebook" într-un singur cuvânt).

## Conținut
Cele 12 povestiri ale "Arhivei" au fost publicate în următoarea ordine cronologică: 
| Titlu în limba română                   | Titlu original                          | Prima publicare                      | Publicare în Strand Magazine |
| --------------------------------------- | --------------------------------------- | ------------------------------------ | ---------------------------- |
| Cazul diamantului Mazarin               | The Adventure of the Mazarin Stone      | Strand Magazine                      | octombrie 1921               |
| Problema podului Thor                   | The Problem of Thor Bridge              | Strand Magazine                      | februarie - martie 1922      |
| Aventurile omului-maimuță               | The Adventure of the Creeping Man       | Strand Magazine                      | martie 1923                  |
| Vampirul din Sussex                     | The Adventure of the Sussex Vampire     | Strand Magazine                      | ianuarie 1924                |
| Aventura celor trei Garrideb            | The Adventure of the Three Garridebs    | Collier's Weekly - 25 octombrie 1924 | ianuarie 1925                |
| Un client ilustru                       | The Adventure of the Illustrious Client | Collier's Weekly - 8 noiembrie 1924  | februarie - martie 1925      |
| Aventură în casa cu trei frontoane      | The Adventure of the Three Gables       | Liberty - 18 septembrie 1926         | octombrie 1926               |
| Aventura soldatului alb ca varul        | The Adventure of the Blanched Soldier   | Liberty - 16 octombrie 1926          | noiembrie 1926               |
| Coama leului                            | The Adventure of the Lion's Mane        | Liberty - 27 noiembrie 1926          | decembrie 1926               |
| Povestea bătrânului fabricant de vopsea | The Adventure of the Retired Colourman  | Liberty - 18 decembrie 1926          | ianuarie 1927                |
| Aventura chiriașei cu văl               | The Adventure of the Veiled Lodger      | Liberty - 22 ianuarie 1927           | februarie 1927               |
| Aventuri pe domeniul Shoscombe          | The Adventure of Shoscombe Old Place    | Liberty - 5 martie 1927              | aprilie 1927                 |

Totuși, multe ediții mai noi ale Arhivei au următoarea ordonare a povestirilor:
- Un client ilustru
- Aventura soldatului alb ca varul
- Cazul diamantului Mazarin
- Aventură în casa cu trei frontoane
- Vampirul din Sussex
- Aventura celor trei Garrideb
- Problema podului Thor
- Aventurile omului-maimuță
- Coama leului
- Aventura chiriașei cu văl
- Aventuri pe domeniul Shoscombe
- Povestea bătrânului fabricant de vopsea

Din cauza existenței a două ordonări, "Povestea bătrânului fabricant de vopsea" a fost adesea identificată incorect ca fiind ultima povestire despre Sherlock Holmes scrisă de Arthur Conan Doyle, pe când ultima povestire scrisă pentru a fi publicată este de fapt "Aventuri pe domeniul Shoscombe".

## Ilustrații originale
Ilustrațiile din prima ediție a povestirilor cuprinse în acest volum au fost realizate de trei ilustratori diferiți și anume: 
Alfred Gilbert (Cazul diamantului Mazarin și Problema podului Thor), Howard K. Elcock (Aventurile omului-maimuță, Vampirul din Sussex, Aventura celor trei Garrideb, Un client ilustru, Aventură în casa cu trei frontoane, Aventura soldatului alb ca varul și Coama leului) și Frank Wiles (Povestea bătrânului fabricant de vopsea, Aventura chiriașei cu văl și Aventuri pe domeniul Shoscombe).

## Comentariu
Arhiva este remarcabilă prin faptul că ea conține trei povestiri care nu sunt narate de Dr. Watson, cum sunt majoritatea povestirilor despre Sherlock Holmes. "Cazul diamantului Mazarin" este narată la persoana a III-a, deoarece a fost adaptată după o piesă de teatru în care Watson abia a apărut. "Aventura soldatului alb ca varul" și "Coama leului" sunt ambele narate de Holmes însuși; în ultima dintre ele acțiunea se petrece după pensionarea detectivului.
Deși unele dintre povestiri sunt comparabile cu cele de la începutul activității lui Doyle, această colecție este adesea considerată o colecție de mai mică valoare a canonului lui Sherlock Holmes. David Stuart Davies a comentat că "Aventurile omului-maimuță" "se îndreaptă către un science fiction rizibil"; în romanul Soluția 7% (1974) al lui Nicholas Meyer , Dr. Watson pretinde că această povestire, ca și alte trei din Arhivă ("Cazul diamantului Mazarin", "Aventură în casa cu trei frontoane" și "Coama leului"), sunt "aiureli" inventate.
În consecință, mulți fani ai povestirilor holmesiene și cercetători ai acestora consideră povestirile cuprinse în Arhivă a fi printre cele mai puțin impresionante din canonul lui Holmes, susținând că ele au fost scrise într-un moment în care Doyle era preocupat de spiritualism și de ședințele de spiritism și mai puțin interesat de a continua să scrie povestiri despre Sherlock Holmes, pe care el le considera ca pe o distracție neserioasă. (La momentul publicării Arhivei trecuseră 40 de ani de la publicarea primei aventuri a lui Holmes, dar vânzările rămăseseră foarte mari.)
Potrivit lui James McCearney, biograful autorului, « Conan Doyle nu mai avea chef să se arunce în universul holmesian și cu atât mai puțin de a crea răul necesar pentru a atinge perfecțiunea formală a primelor aventuri ». McCearney analizează, de asemenea, ultimele șase povestiri din această colecție și remarcă faptul că complexitatea acestora este mai mică, personajele sunt mai grosiere, iar pentru a da o aparență de originalitate, Conan Doyle a ales soluții "exotice" la anchetele detectivului ("o fiară dezlănțuită, un monstru marin, un lepros, o otravă sud-americană"). McCearney descrie, de asemenea, o evoluție negativă a lui Sherlock Holmes, "mai caricatural și mai puțin coerent", adoptând un discurs conform spiritismului în Aventura chiriașei cu văl și alunecând într-un discurs "nepoliticos și rasist" în Aventură în casa cu trei frontoane.
Cu toate acestea, acest punct de vedere este contestat de natura experimentală a colecției, ceea ce sugerează că Doyle, mai degrabă decât a nara povestiri după o formulă, și-a păstrat viu interesul pentru Holmes, prin explorarea metodelor neconvenționale de narare, așa că Holmes însuși ajunge să povestească. În plus, Arhiva prezintă pe unii dintre cei mai neobișnuiți răufăcători din canonul holmesian, printre care copii și animale. Colecția este, de asemenea, notabilă pentru reprezentările unor cazuri de mutilare și desfigurare (ca în "Un client ilustru", "Aventura soldatului alb ca varul", "Coama leului" și "Aventura chiriașei cu văl") și de probleme mentale ("Problema podului Thor", "Aventurile omului-maimuță", "Vampirul din Sussex"), indicând efectul pe care primul război mondial l-a avut asupra lui Doyle. În consecință, Arhiva este una dintre cele mai întunecate colecții holmesiene.

## Traduceri în limba română
- Arhiva lui Sherlock Holmes (Ed. Aldo Press, București, 2005) - traducere de Claudia Begu
- Arhiva lui Sherlock Holmes - în volumul "Aventurile lui Sherlock Holmes. Vol IV" (Colecția Adevărul, București, 2010), traducere de Alina Claudia Begu
- Arhiva lui Sherlock Holmes - în volumul "Aventurile lui Sherlock Holmes. Vol. IV" (Colecția Adevărul, București, 2011) - traducere de Alina Claudia Begu